# Parathyreoidea
Parathyreoidea (dansk: biskjoldbruskkirtlerne) er beliggende på halsen (lige bag skjoldbruskkirtlen). De producerer hormonet parathyroideahormon, som er vigtigt for reguleringen af blodets calciumindhold.
| Anatomi | Spire Denne artikel om anatomi er en spire som bør udbygges. Du er velkommen til at hjælpe Wikipedia ved at udvide den. |